# 帕拉丁学校宫

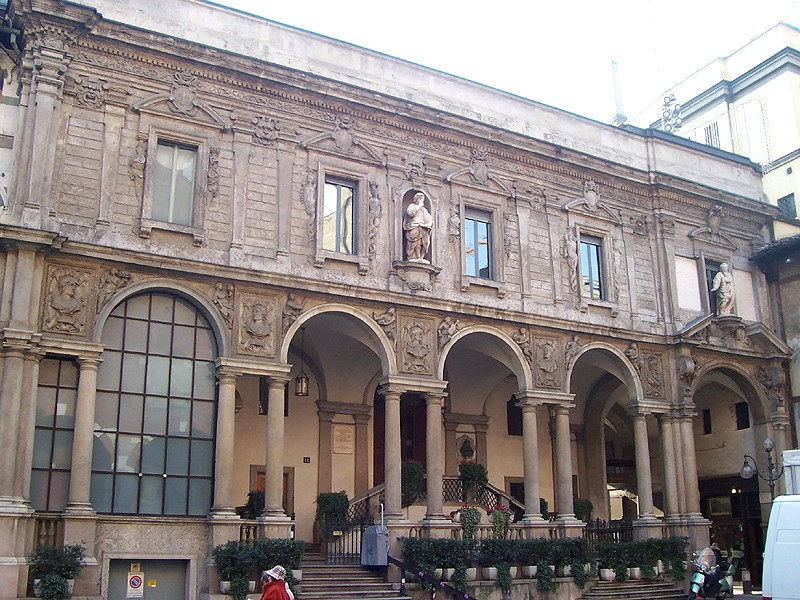
帕拉丁学校宫

45°27′53.46″N 9°11′14.46″E / 45.4648500°N 9.1873500°E
帕拉丁学校宫（義大利語：Palazzo delle Scuole Palatine），是意大利米兰的一座历史建筑，位于矩形的商人广场（中世纪米兰的中心广场）南侧。此处是中世纪米兰最负盛名的学校所在地。许多不同年代的著名米兰学者都曾在此就读或教书；希波的奥古斯丁和切萨雷·贝卡里亚等人，曾在此担任教师。目前的建筑可追溯到1644年，以取代被一场大火烧毁的旧楼。 
乔瓦尼·玛丽亚·维斯康蒂时期，该校在商人广场成立。1644年毁于大火后，由建筑师Carlo Buzzi仿照附近的朱利康素蒂宫重建。
该建筑装饰有奥古斯丁和奥索尼乌斯的雕像，一块牌匾上有奥索尼乌斯的警句，赞颂米兰是4世纪的“新罗马”。